# GPX5
Glutationa peroxidase 5, também conhecida como glutationa peroxidase secretora epididimal, é uma enzima que em humanos é codificada pelo gene GPX5.
GPx-5 pertence à família da glutationa peroxidase. É especificamente expresso no epidídimo no trato reprodutivo masculino dos mamíferos e é regulado por andrógenos. Ao contrário dos mRNAs para outras glutationa peroxidases caracterizadas, este mRNA não contém um códon de selenocisteína (UGA). Assim, a proteína codificada é independente do selênio, e foi proposto que desempenhe um papel na proteção das membranas dos espermatozóides dos efeitos prejudiciais da peroxidação lipídica e/ou prevenção da reação acrossômica prematura. Variantes transcritas em splicing alternativo que codificam diferentes isoformas foram descritas para este gene.